# Lucy A. Snyder
Pour les articles homonymes, voir Snyder.
Œuvres principales
- Série Jessie Shimmer

Lucy A. Snyder, née en 1971 à Charleston, est une romancière américaine de fantasy, science-fiction, et horreur. 

## Œuvres

### SérieJessie Shimmer
1. Liens infernaux, Eclipse, coll. « Bit-lit », 2011 ((en) Spellbent, 2009), trad. Noé Le Blanc, 361 p.  (ISBN 978-2-36270-025-5)Réédition, Panini, coll. « Crimson », 2013, 379 p. (ISBN 978-2-8094-3046-2)
2. Le Baiser de la sorcière, Eclipse, coll. « Bit-lit », 2011 ((en) Shotgun Sorceress, 2010), trad. Noé Le Blanc, 344 p.  (ISBN 978-2-36270-056-9)Réédition, Panini, coll. « Crimson », 2013, 357 p. (ISBN 978-2-8094-3479-8)
3. La Lame de la sorcière, Panini, coll. « Crimson », 2013 ((en) Switchblade Goddess, 2012), trad. Lise Capitan, 357 p.  (ISBN 978-2-8094-3479-8)

### Romans indépendants
- (en) Sister, Maiden, Monster, 2023

### Recueils de nouvelles
- (en) Sparks and Shadows, 2007
- (en) Installing Linux on a Dead Badger, 2007
- (en) Chimeric Machines, 2009
- (en) Orchid Carousals, 2013
- (en) Soft Apocalypses, 2014Prix Bram Stoker du meilleur recueil de nouvelles 2014
- (en) While the Black Stars Burn, 2015Prix Bram Stoker du meilleur recueil de nouvelles 2015
- (en) Garden of Eldritch Delights, 2018